# NGC 1716
NGC 1716 é uma galáxia espiral barrada (SBbc) localizada na direcção da constelação de Lepus. Possui uma declinação de -20° 21' 48" e uma ascensão recta de 4 horas, 58 minutos e 13,2 segundos.
A galáxia NGC 1716 foi descoberta em 11 de Dezembro de 1835 por John Herschel.